# Gymnosporia dhofarensis
Gymnosporia dhofarensis är en benvedsväxtart som först beskrevs av Sebsebe, och fick sitt nu gällande namn av Jordaan. Gymnosporia dhofarensis ingår i släktet Gymnosporia och familjen Celastraceae. Inga underarter finns listade.